# 淡水

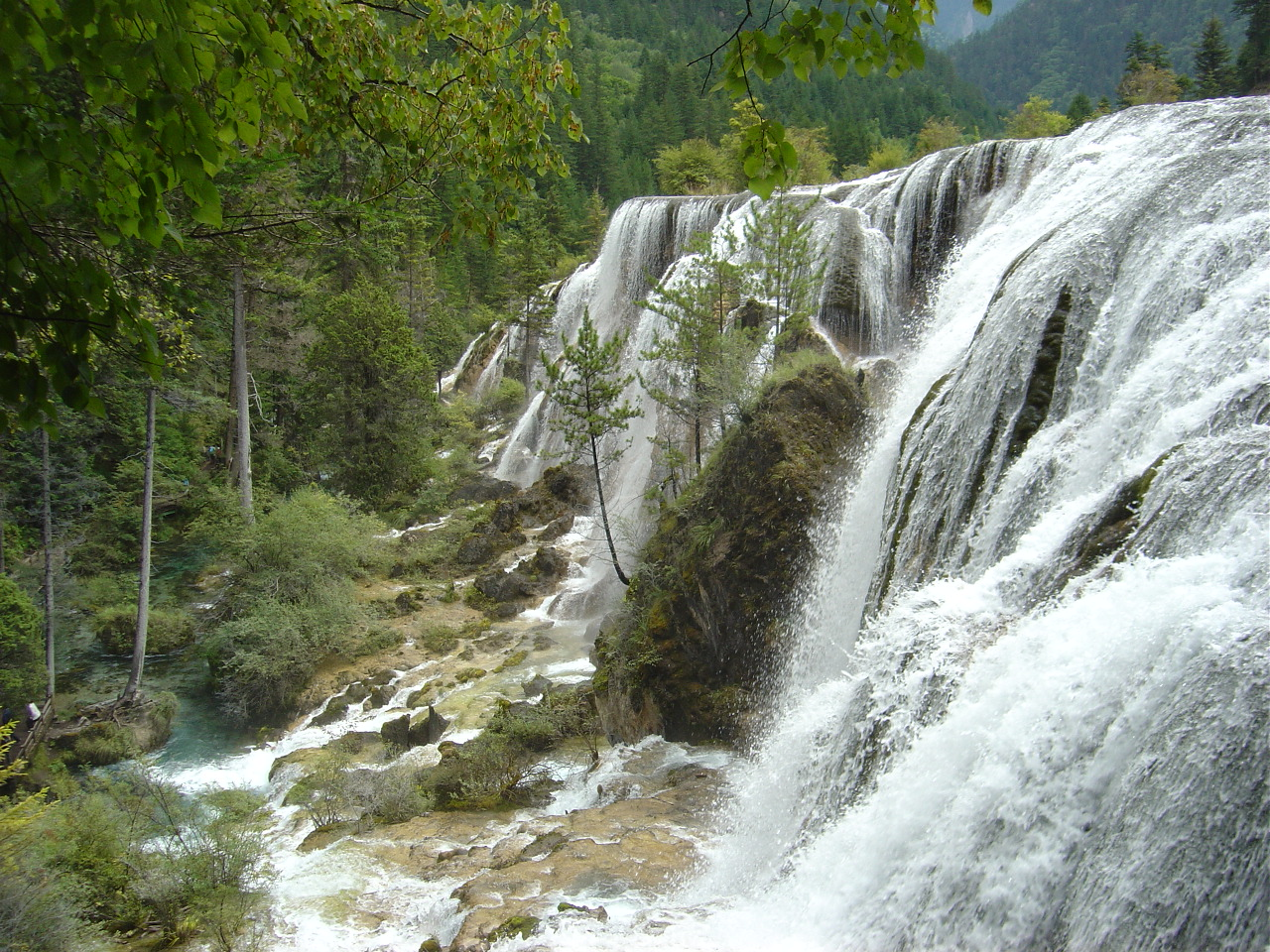
四川九寨沟珍珠滩瀑布

淡水（fresh water）是水質中僅有微量浓度的氯化鈉溶解在内的天然水溶液，是自然环境中相對於海水或礦泉水存在的一種水。

## 來源
大气降水、水汽凝结凝华、结晶水转化成自由水、火山爆发（存在争议）、彗星撞击。

## 种类

### 按相来分类
液态淡水和固态淡水，氣態

### 按空间分布来分类
地下淡水、地表淡水（湖泊水、河流水、冰川等）、生物水等等

## 生物
關於生命的起源過去都一直定論在由海洋中誕生的細胞，但目前科學家發現，此定論存有很大的爭議，加州大學研究室發現，最早最原始的海洋應比目前的海洋含鹽份高，而他們在淡水與海水的對照組中培育細胞時，僅有淡水那一組成功。因此生命究竟起源於淡水還是海水，尚有待科學上更多的研究來定論。

### 人類
一般在船和島嶼上居民提到缺水時，基本上就是指缺乏淡水。目前地球上水總儲量約為1.36x1018m3，其中淡水只占2.5%。這2.5%中有2.47%是難以取得的冰川和深層地下水，河流和湖泊中的淡水僅占世界總水量的0.03%。因此有不少學者提出日後淡水缺乏的預警。

### 魚類
對魚類來說，水中有多少氯化鈉，是影響牠們存活的要件。大部份的魚類無法同時在淡水和鹹水中生活，因此海魚要變成河魚是很困難的事。但也有些特別的魚類定時來回於這兩種水質。

## 地理
世界上大部份大陆上的地表水体（湖泊、江河、溪流、湿地等等）和冰体（冰川、冰架、冰帽、冰原、冰盖等）都是淡水，而幾乎所有的地下水也都是淡水。目前地表上最大的淡水湖則是北美洲五大湖區的蘇必略湖（苏必利尔湖）。亞洲第一大淡水湖是貝加爾湖，也是全世界最深的湖（深1940米），同時也是世界上水體積最大的淡水湖；长白山天池则是世界上海拔最高的火山口湖。非洲最大的淡水湖則是東非的維多利亞湖。
雖然淡水大部份都存在於陸地上，但在海中有時也有淡水。一种原因是從地下的湧泉中大量的湧出淡水，就形成了特別的在海中有一個淡水區域的現象。目前最著名的是在大西洋中靠近古巴的東北海岸線，就有一片約30平方公里的海域，是淡水的；另一种原因是在大河河口附近的海面，因为大河对海水盐分的稀释作用而成淡水状，如亞馬遜河河口附近的海面、刚果河河口附近的海面。

## 水資源淡水短缺问题与对策
地球上水总储量约为1.36x1018m3，但除去海洋等咸水资源外，約有2.53%为淡水。淡水又主要以冰川和深层地下水的形势存在，河流和湖泊中的淡水仅占世界总淡水的0.3%。
世界气象组织于1996年初指出：缺水是全世界城市面临的首要问题，估计到2050年，全球有46％的城市人口缺水。對於水资源稀少的地區來說，水已經超出生活資源的範圍，而成為戰略資源，由於水資源的稀有性，水戰爭爆發的可能性越來越高。
为让全世界都关心淡水资源短缺的问题，第47届联合国大会确定每年3月22日为世界水日。
早期人們會抽取使用地下水，然而使用地下水會造成地層下陷並破壞地底結構，造成無法回復的永久性破獲，亦有可能阻斷地下水，在許多地方人們禁止使用地下水，以避免各種永久性的損害。
海水淡化是其一種對策，但由於耗用能量過高及成本過高，多數海水淡化廠在建成後不久就因資金不足被迫關閉。在杜拜這個乾旱但富裕地方，則利用這個方法取得淡水。

### 淡水水資的源重要性
- 水是地球上的任何生物、生命體的必需物質，缺水的土壤便無法孕育生物，淡水更是灌溉與孕育陸地生物的必要元素，淡水的來源、節約、儲存、利用是全球的重要議題。

### 淡水水資源的主要來源
- 雨水、雪水、河水、海水淡化地下水。

### 水資源節約
- 生物的生活與水資源息息相關，然而在水資源的節約上，有很多的議題，例如廢水的回收再使用、都市汙水處理系統、雨水收集使用、各式省水器具（省水馬桶……等）。
- 水資源對於生物如此重要，水資源的節約是全球相當重要性的議題。

### 水資源儲存
- 河流與湖泊的水庫儲存。
- 汙水回收淨化後儲存。
- 雨水的收集儲存。
- 海水淡化後儲存。
- 水資源的儲水、供水、分配和調節亦是全球的重要議題。

### 水資源利用
水資源利用可用在各種地方事物上。
- 農業用水，各種灌溉用水，動、植物用水。
- 工業用水，輕工業、重工業、機械工業、高科技產業、能源產業皆須使用水資源。
- 都市用水、村落用水，生物都需要水分，人類的生活亦須使用水。
- 觀光用水，美麗的風景和觀光區，皆需要使用水分。
- 沙漠灌溉用水，沙漠化是全球重要且困難的議題，沙漠化的原因在於水分的流失或缺少，因此要解決沙漠化問題，必須要有相當充足的水分灌溉並維持住水分。

## 外部連結
- 清水網站 （英文）